# Desripiador

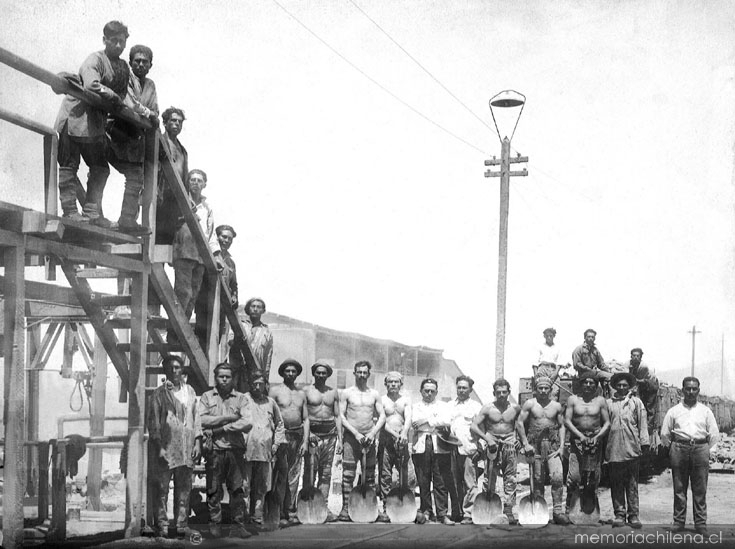
Desripiadores de la oficina salitrera Mapocho, alrededor de 1900.

Un desripiador es un antiguo oficio de fines del siglo XIX y principios del siglo XX, de la desaparecida industria del salitre en Chile.
Los desripiadores eran obreros de las oficinas salitreras a cargo de la extracción del residuo del caliche (ripio, barro, entre otros) de los cachuchos. Acabado cada cocimiento y después de escurrido el caldo con salitre, lo llevaban al campo de desmonte.